# تناسخ (قبالة)
تناسخ الأرواح في القبالة اليهودية تسمى «غيلغول» (بالعبرية: גלגול הנשמות). وهي ترى أن الروح تنقل من جسد إلى أخر بسلسلة متواصلة من الإستنساخ. والجسد الذي يحلون فيه يعتمد على الخبرى المنوي الإستحصال عليها في العالم المادي، على المستوى الذي وصلت اليه الروح في الجسد السابق وإلى ما هنالك. والفكرة تتعلق بالعمليات التاريخية في القبالة والتي تتناول الإصلاح الكوني (تيكون) والحركة التاريخية لصعود النور وهبوط الوعاء من جيل إلى آخر. وكان لوريا أول من وضع وشرح الفكرة في القرن السادس عشر كجزء من الميتافيزيقي للخلق.

## خمسة مستويات من الروح
في الباطنية اليهودية، للروح البشرية خمسة مستويات ترتبط بمستويات مختلفة من السفيروت (الانبعاث الإلهي). استنادا إلى مصدر مدراشي قديم، تطلق القبالة أسماء لهذه المستويات الخمسة. لكل سيفروت مقابل لها، وظائف روحية خارجية (الأوعية) والأبعاد الداخلية (أنوار)، والتي بالتالي تتعلق بالمظاهر الخارجية للروح البشرية، وقوتها النفسية الداخلية. المستويات الخمسة للروح البشرية بترتيب تصاعدي هي: 
| مستوى الروح          | طبيعة |
| -------------------- | --- |
| نيفيش ("قوة الحياة") | الجانب الواعي للروح تستثمر في العمل. سفيروت الملكوت.                                                                          |
| روش ("الروح")        | الجانب الواعي للروح استث التي تهتم بالعواطف. السيفرت الستة العاطفية (من الرحمة إلى الأساس)                                    |
| نسامة ("الروح")      | الجانب الواعي من الروح استثمرت في الفكر. في سفيروت الفهم                                                                      |
| الشياح ("الحي")      | مستوى فاقد الوعي من الروح. سفينة للضوء غير محدود للوعي الحكمة (تشتشما) الكشف عن وعيه الخارجي من سفيروت التاج (كيتير)          |
| يشيدا ("المفرد")     | جذور أساسية متعالّة من الروح. سفينة لفقدان الوعيمن سفيروت التاج (كيتير) الوحي من الداخلي، التاج (البهجة) وجوهر الروح (الإيمان) |

## روابط خارجية
- وجهة النظر اليهودية عن التناسخ
- اسأل الحاخام - aish.com نسخة محفوظة 4 مارس 2016 على موقع واي باك مشين.
- «تناسخ الأرواح» ، مقال حول التناسخ كتابة الحاخام أفرام براندوين
- سفير نفس حي - كتابة منسى بن إسرائيل نسخة محفوظة 21 فبراير 2010 على موقع واي باك مشين.